# Église Saint-Martin de Claville
L'église Saint-Martin est une église catholique située à Claville en France.

## Localisation
L'église est située dans le département français de l'Eure dans le bourg de la commune de Claville.

## Historique
Un édifice cultuel est attesté dès le XIe siècle, et détruit pendant la guerre de Cent Ans.
L'église actuelle est datée du XVe siècle et du XVIe siècle. Le clocher est daté de 1517.
Les chapelles sont datées du XVIIe siècle et le portail du XVIIIe siècle.
L'édifice est inscrit au titre des monuments historiques le 26 décembre 1927.
La commune a effectué 800 000 francs de travaux au début des années 1990. 

## Architecture et mobilier
L'église comprend des vitraux du XVIe siècle et d'autres du XIXe siècle.